# Lacinipolia calcaricosta
Lacinipolia calcaricosta là một loài bướm đêm trong họ Noctuidae.